# Зверева, Лидия Виссарионовна

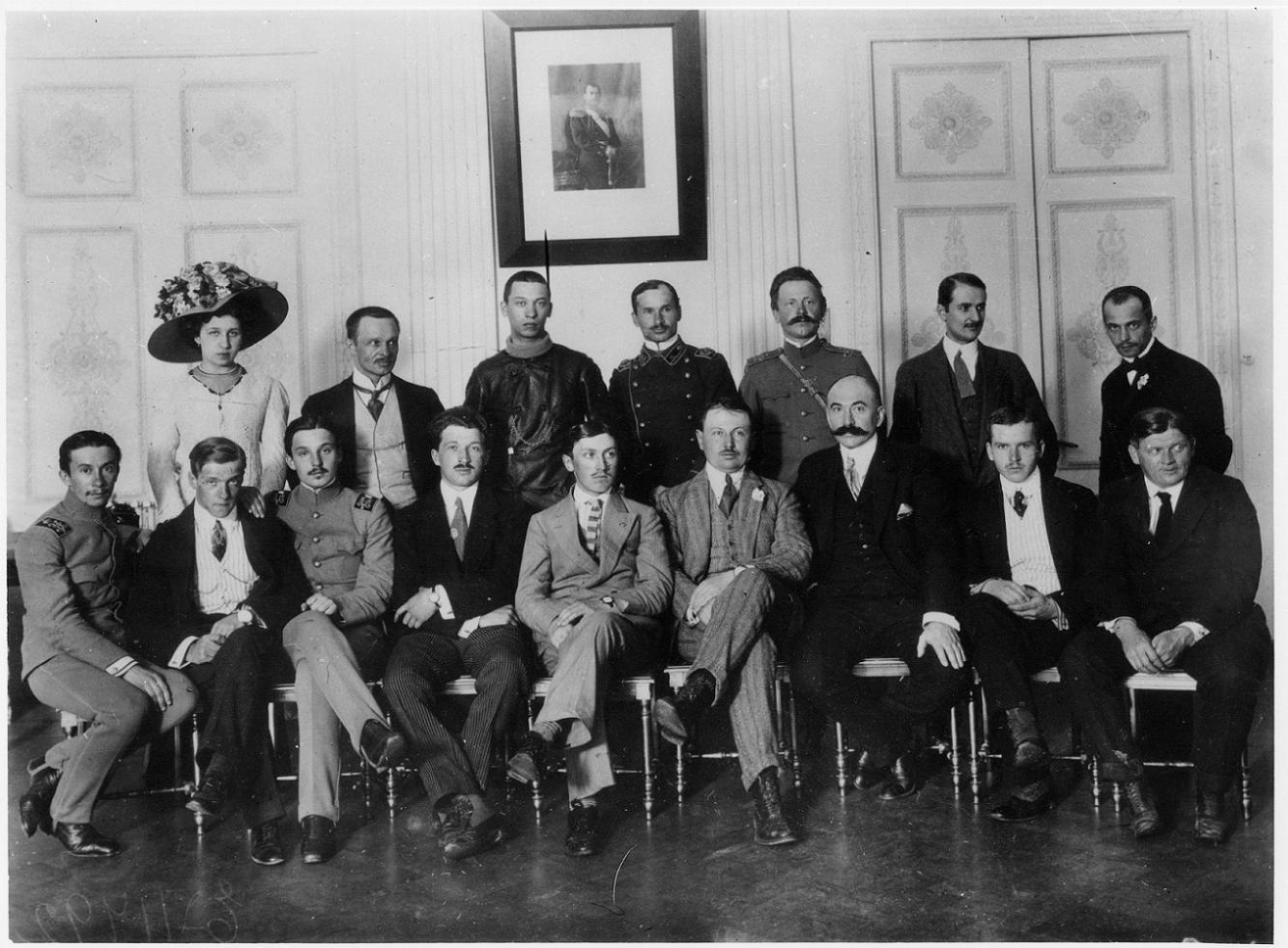
Зверева с группой авиаторов перелёта Петербург−Москва

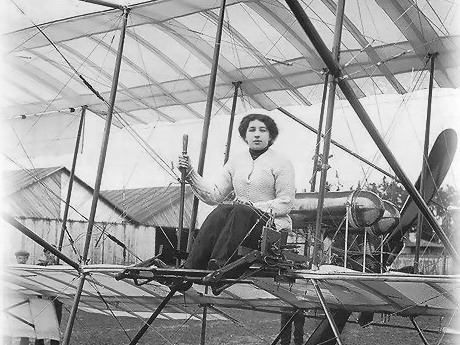
Лидия Зверева перед полетом на биплане Фарман IV, 1911 год.

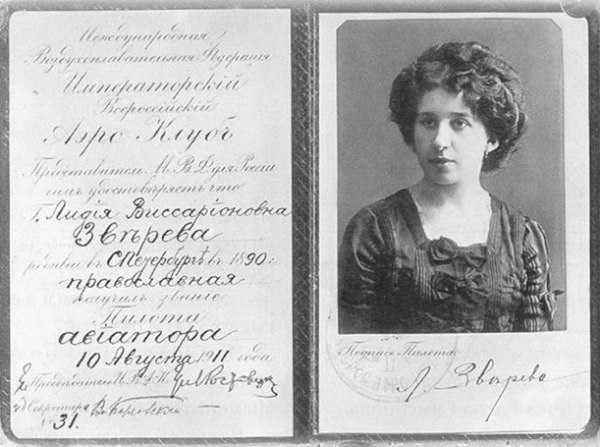
Л. В. Зверева. Диплом авиатора.

Ли́дия Виссарио́новна Зве́рева (1890 — 2 [15] мая 1916) — первая дипломированная русская женщина-пилот.

## Биография
Родилась 13.08.1890 в семье генерала русской армии, героя войны на Балканах 1877—1878 годов Виссариона Ивановича Зверева.
В семье также были два брата: Владимир и Сергей. И две сестры: Евгения и Инна.
Выпускница Мариинского женского училища (по другим данным — выпускница Белостокского института благородных девиц).
В 1910 году поступила в Гатчинскую авиашколу «Гамаюн» (авиационную школу Первого российского товарищества воздухоплавания, где училась и Л. Голанчикова). В ноябре 1911 года, выдержав все выпускные экзамены, она стала первой в России женщиной-авиатором (диплом пилота-авиатора № 31).
Несколько раз попадала в серьёзные авиааварии, но отделывалась только царапинами и ушибами.
Лётчик Константин Арцеулов, учившийся вместе с ней в авиашколе, впоследствии вспоминал:

Зверева летала смело и решительно, я помню, как все обращали внимание на её мастерские полёты, в том числе и высотные. А ведь в то время не все рисковали подниматься на большую высоту.

В школе воздухоплавания Зверева познакомилась и с будущим своим супругом — пилотом-инструктором Владимиром Слюсаренко. Слюсаренко жили на Петропавловской улице, в доме № 6 (на Петроградской стороне).
В 1911—1912 годах они участвовали в демонстрационных полётах в разных городах России.
В 1913 году Владимир Слюсаренко и Лидия Зверева организовали в Риге, которая тогда была одним из центров русской авиации, свои мастерские по ремонту и постройке самолётов и одновременно — небольшую лётную школу, в которой сами же обучали полётам.
С началом Первой мировой войны Владимир Слюсаренко, получив субсидию военного ведомства, перебазировал своё предприятие, называвшееся теперь заводом, в Петроград. За последующие два года, до 1 августа 1916 года, завод сдал военной приёмке 40 самолётов: «Фарман-XXII бис» — 15 экземпляров, и «Моран-Парасоль» — 25 экземпляров. За эти же два года было выпущено восемь самолётов «Фарман-VII» и десять самолётов «Фарман-IV», строилось несколько экземпляров «Моран-Ж» 14-метровых и был заказ на 20 самолётов «Лебедь-XII».
Лидия Зверева умерла 2 (15) мая 1916 года от тифа. Была похоронена на Никольском кладбище Александро-Невской лавры; могила считается утраченной.
Основанный супругами завод работал до революции 1917 года. Впоследствии Владимир Слюсаренко эмигрировал в Австралию.

## Память
- В честь Лидии Виссарионовны Зверевой названа улица в Приморском районе Санкт-Петербурга и одна из улиц микрорайона Аэродром в Гатчине.
- В сквере имени Льва Мациевича на бывшем Комендантском аэродроме в Санкт-Петербурге установлен бюст лётчицы Лидии Зверевой.